# Historique du 2e régiment étranger

À ses débuts, l’historique du 2e Régiment étranger s’est confondue avec celle de son aîné, le 1er Étranger, mais rapidement le 2e Étranger s’est forgé sa propre réputation, faite de gloire et de combats.

## Faits d'armes et inscriptions sur le drapeau
Il porte, cousues en lettres d'or dans ses plis, les inscriptions suivantes,, :
- Sébastopol 1854
- Kabylie 1857
- Magenta 1859
- Camerone 1863
- Extrême-Orient 1884-1885
- Dahomey 1892
- Madagascar 1895-1905
- Campagne du Maroc 1907-1913-1921-1934
- Indochine 1946-1954
- AFN 1952-1962
- Koweït 1990-1991

## Conquête de l'Algérie par la France
À sa création, le régiment est immédiatement engagé dans la lutte contre les troupes d’Abd El-Kader. Durant plusieurs années, les légionnaires mèneront de front la campagne militaire de pacification et la mise en valeur du pays (construction de routes, de puits, etc.).
À partir de 1848, commandé par le colonel Carbuccia, passionné d’archéologie, le régiment met au jour les ruines romaines de Lambèse (en latin : Lambaesis). En 1849, alors en garnison à Philippeville, le régiment, avec à sa tête le colonel Carbuccia participe à la bataille de Zaatcha.
En 1853, 200 légionnaires du régiment prennent part à une colonne chargée d’aller lutter contre les tribus sahariennes. Cette colonne est montée à dos de dromadaire. Ce moyen de transport avait été expérimenté efficacement par le colonel Carbuccia.

## Guerre de Crimée (1854-1856)
Le 27 juin 1854, dans le cadre de la guerre de Crimée, le Jean Bart embarque deux bataillons du régiment. Le 3e bataillon et le dépôt du régiment partent quant à eux s’installer en Corse, à Bastia, afin d’y former le dépôt de guerre pour alimenter les deux régiments étrangers partis en Crimée.

### Gallipoli
Débarqué le 7 et 8 juillet sur la presqu’île de Gallipoli en Mer Noire, le 2e Étranger est regroupé avec le 1er au sein de la 2e brigade de la 5e division de l’armée d’Orient. Mais celle-ci sera surnommée, dès lors, la Brigade étrangère et sera placée sous les ordres du général Carbuccia, ancien chef de corps du régiment.
Mais le choléra fait son apparition et ses premières victimes. Le général Carbuccia décède le 17 juillet.

### Bataille de l'Alma
Le 24 août, un bataillon formé des compagnies d’élite des deux régiments étrangers débarque à Varna. Il est placé sous les ordres du général Canrobert. Sa mission sera de donner un coup d’arrêt aux colonnes russes.
La bataille de l'Alma a lieu le 20 septembre. La confusion sur place est totale, les erreurs de commandement, ordres contraires, etc. sèment la pagaille sur le champ de bataille. Les Russes se replient et la victoire revient aux alliés.

### Siège de Sébastopol
Le siège de Sébastopol, durant l’hiver 1854-1855 est particulièrement éprouvant. Les hommes ne sont pas équipés pour supporter ces températures et le choléra frappe toujours le corps expéditionnaire. Néanmoins, les ventre de cuir (surnom donné aux légionnaires par les Russes en raison de leur cartouchière sur le ventre), vont se montrer admirables. Notamment dans la nuit du 19 au 20 janvier, au cours de laquelle le 2e bataillon du 2e Étranger repousse une sortie ennemie, ce qui lui vaut d'être cité en exemple.
Le 21 juin, les compagnies d’élite du 3e bataillon et tous les effectifs disponibles laissés en Corse arrivent en Crimée.
Le 8 septembre, c'est l’assaut final et le 10, le 2e Régiment étranger, drapeau et musique en tête, défile dans les rues de Sébastopol.

## Retour en Algérie
En 1856, le régiment est de retour en Afrique du Nord. Il tient garnison à Sidi-Bel-Abbès. À l’automne il prend part à une grande opération de réduction de la Kabylie. En 1857, le maréchal Randon ordonne la construction d’une route entre Souk-el-Arba et Tizi Ouzou. Ce sera le plus long tronçon de route construit par les légionnaires.
Le 24 juin 1857, le régiment participe à la bataille d'Icheriden où il enlève de manière admirable la place forte ennemie.

## Campagne d'Italie
La guerre paraissant inévitable avec l'Autriche, un décret du 14 mars 1859 organisa le 2e régiment étranger à 4 bataillons,
dont 3 bataillons de guerre à 6 compagnies dont 2 d'élite et un dépôt à 6 compagnies de fusiliers.

### Bataille de Magenta
Le 26 avril 1859, le Vauban débarque le 2e Étranger en rade de Gênes. Celui-ci fait partie du 2e corps d’armée du maréchal de Mac-Mahon qui doit bouter les Austro-hongrois hors du territoire italien.
Le 4 juin, le régiment se porte sur le village de Magenta. La fusillade avec les Autrichiens est dure et le combat incertain.
Mais, galvanisés par leur chef de corps, le colonel de Chabrières, ils bousculent l’ennemi, le forçant à se retrancher dans les lisières du village. Il faudra l’appui de l’artillerie et le renfort du corps d’armée pour emporter le village.
La victoire est française mais la journée restera dans l’esprit des légionnaires du 2 comme le jour de la mort de leur chef, frappé en plein poitrine alors qu’il commandait la charge.

### Bataille de Solférino
Le 24 juin, les légionnaires se heurtent aux Autrichiens en arrivant à la tour de Solférino. La bataille restera dans les mémoires comme ayant été le déclencheur de la création de la Croix-Rouge par un civil suisse Henri Dunant.
Le 14 août, avant de repartir pour l'Algérie, le 2e Étranger défile devant l'Empereur. C'est la première fois que la Légion défile à Paris.

## Expédition du Mexique (1861-1867)
« La Légion ne formant plus qu'un seul régiment, l'histoire des 1er et 2e Étrangers se rejoint, c'est pourquoi ce texte est emprunté directement de la page Légion étrangère : »
Initialement, la Légion ne devait pas participer à l'expédition du Mexique, mais une pétition de ses officiers adressée au ministre de la guerre eut pour effet de punir ceux-ci et d'envoyer le Régiment étranger au Mexique.
Le régiment arrive le 25 mars 1863 et se voit alors confier la tâche ingrate de l'escorte des convois entre Veracruz et Puebla. Mais la 3e compagnie s'illustra le 30 avril 1863 au cours de la bataille de Camerone qui restera dans l'histoire comme l'illustration du sacrifice au nom de la parole donnée.
De décembre 1864 à février 1865, les unités du régiment participent au siège de Oajacca.
Le 3 juillet 1866, les 3e et 5e compagnies du 4e bataillon livrent un combat comparable à celui de Camerone. Sous les ordres du capitaine Frenet, les 125 légionnaires encerclés dans l'hacienda de l'Incarnacion résistent victorieusement durant 48 heures à plus de 600 Mexicains.
En 1866, la Légion rejoint l'Algérie.

## Guerre franco-prussienne
Le 19 juillet 1870, la guerre éclate entre la France et la Prusse. Cette guerre se déroule sur le sol de France, où la Légion, n'a pas, normalement, à intervenir. Par ailleurs, on ne peut pas demander aux légionnaires allemands de se battre contre leur pays. Mais la situation est si critique que le gouvernement fait appel aux troupes d'Afrique.
Deux bataillons sont formés pour partir en France, les légionnaires allemands, le drapeau du régiment et la musique restent à Sidi-Bel-Abbès. Pendant ce temps, un 5e bataillon est créé sur le sol national pour incorporer les étrangers qui veulent servir leur patrie d'adoption. Ce bataillon se distingue particulièrement pour sa vaillance lors de la bataille d'Orléans le 10 octobre.
Les bataillons arrivés d'Algérie se fondent avec les rescapés des combats d'Orléans mais ils connaîtront la défaite avec l'armée de l'est. Ce qui reste de l'unité participe à la répression de la Commune de Paris en avril et mai 1871.
Le 11 juin, le régiment étranger de marche formé pour la circonstance cesse d'exister. Ses éléments retrouvent le chemin de l'Algérie.

## Algérie (1870-1907)

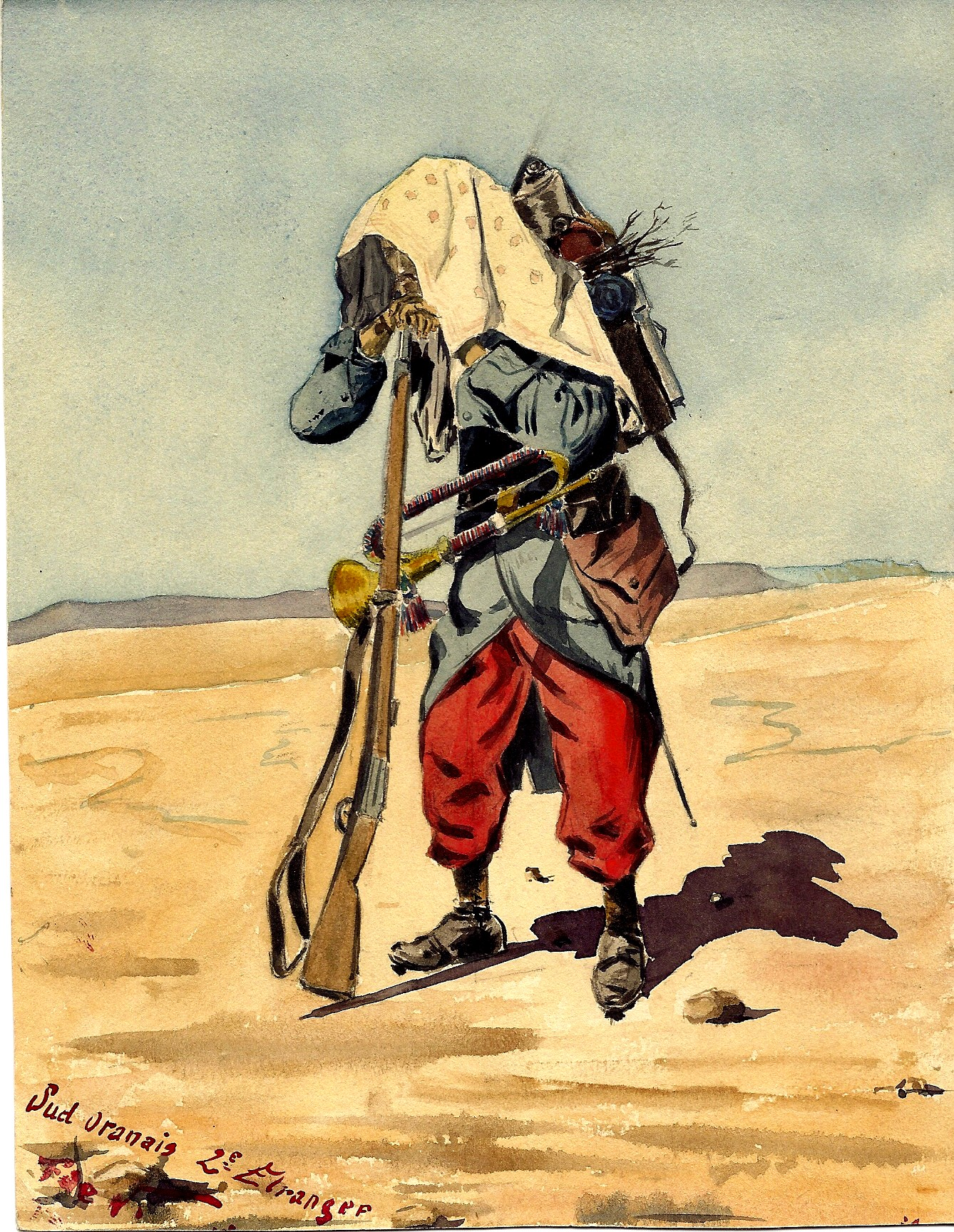
aquarelle peinte par le lieutenant Félix de Vial (sud algérien)

En Algérie, la défaite française a semé quelques doutes dans les esprits et les colonnes de légionnaires ont dû employer la force pour continuer à montrer la présence de l'État dans cette région.
En 1881, la révolte du marabout Bou Amama sera le prélude à deux années d’escarmouches, combats et poursuites avec notamment le combat de Chott Tigri où 50 légionnaires laisseront leur vie face à plusieurs milliers de cavaliers arabes.
Le 2 novembre 1886, le régiment emménage à Saïda qui deviendra sa base arrière où tous les bataillons viendront se reposer à tour de rôle.
La pénétration vers le sud commence alors. Les légionnaires s'adaptent et créent les compagnies montées afin de ravitailler les oasis lointains.

## Tonkin (1883-1915)
Le 18 novembre 1883, dans le cadre de la guerre franco-chinoise, les 600 premiers légionnaires débarquent au Tonkin. Ils participent aux colonnes de l'amiral Courbet qui lutte contre les Pavillons noirs.
Le 16 décembre, les légionnaire accomplissent leur premier fait d'armes en terre asiatique en prenant la citadelle de Son-Tay. Renforcés par le 2e bataillon à partir de février 1884, les légionnaires s'emparent de la forteresse de Bac Ninh.
Du 26 janvier au 3 mars 1885, la citadelle de Tuyen Quang, défendue par une majorité de légionnaires est assiégée. Ce fait d'armes, par ses actions d'éclat et de bravoure est à rapprocher de Camerone.

## L'Afrique

### Dahomey (1892-1894)
En 1892, le roi Behanzin menace le comptoir de Porto-Novo et la France décide d'intervenir au royaume du Dahomey. Un bataillon étranger de marche est constitué. Dans le cadre de la seconde guerre du Dahomey, il est placé administrative sous commandement du 2e Étranger.
De Cotonou, les légionnaires doivent s'emparer d'Abomey, la capitale du mutin. Deux mois et demi seront nécessaires pour atteindre la cité au prix de combats répétés contre les soldats, et surtout les amazones du roi. Celui-ci capitule et est capturé par les légionnaires en janvier 1894.

### Soudan français (1892-1893)
En 1892, une compagnie de marche est formée à Saïda et transportée à Kayes, dans le Soudan français (actuel Mali), afin de soumettre les sultans Ahmadou et Samory Touré. Une fois sa mission accomplie avec succès, la compagnie est dissoute à son retour à Saïda le 24 juin 1893.

### Guinée (1894)
En 1894, un bataillon de marche constitué de deux compagnies des deux régiments étrangers est constitué au début de l'année 1894 pour pacifier le Niger. La victoire des légionnaires à la forteresse d'Ouilla et les patrouilles de police dans la région accélèrent la soumission des tribus. Mais 51 légionnaires doivent être hospitalisés en Guinée des suites de maladies tropicales et de la dysenterie.

### Madagascar (1895-1905)
En 1895, lors de la seconde guerre franco-malgache, le 2e RE envoie deux compagnies qui, avec le 1er régiment étranger, forment un bataillon participent au corps expéditionnaire à Madagascar. Ce corps expéditionnaire a pour mission de rétablir la souveraineté française sur le territoire et le bataillon étranger forme le fer de lance de la colonne lancée sur Tananarive. Il rentre en Algérie une fois sa mission terminée en décembre 1895.
Mais dès 1896, le général Galliéni, appelé à réduire une deuxième insurrection, demande à partir avec 600 Légionnaires afin de pouvoir « mourir convenablement » le cas échéant. Deux compagnies du 2e Étranger sont donc mises à sa disposition et embarquent avec lui le 10 août. Il seront toujours présents lors du soulèvement de  Madagascar de 1904 à 1905 (en)

## Première Guerre mondiale
En 1914, le 2e Étranger rejoint la France afin de participer à la défense du territoire national. Là sera constitué le 2e Régiment de marche du 2e Régiment étranger, regroupé au camp de Mailly avant d'être engagé.
Le régiment est engagé en Champagne dès l'hiver 1914-1915 puis, lors de l'offensive de Champagne en septembre 1915, gagne une citation à l'ordre de l'armée.
Une cinquantaine de volontaires américains servent dans ses rangs.
Les pertes sont grandes et, à compter du 11 novembre 1915, les Légionnaires du 2e Étranger sont versés au Régiment de marche de la Légion étrangère, figure emblématique de la Légion pour le restant de la guerre.
Le 22 juin 1915, sept légionnaires du 2e régiment de marche de la Légion étrangère sont condamnés pour rébellion et fusillés à la sortie de Pévy à droite de la route, près de la ferme Vladiville, au lieu-dit pont de Cury. Les sept coaccusés, condamnés à diverses peines voient leurs peines suspendues après l'intervention d'une commission d'enquête.

## Maroc (1907-1943)

### De Casablanca à Fès (1907–1914)
Les premières opérations de la pacification du Maroc, en 1907, sont limitées par la nature du terrain et l'absence de voies d'accès.
Les 1er et 4e bataillons débarquent à Casablanca le 1er septembre. Elles forment un régiment de marche aux ordres du lieutenant-colonel Brulard. Cette unité est immédiatement engagée dans de violents combats contre les guerriers du bled. La pacification de la plaine côtière durera 15 mois et le régiment rentrera en Algérie en 1908.
Mais il reviendra régulièrement au Maroc occidental.

### Les colonnes du Haut-Guir
Plus au sud, au Maroc oriental, les rebelles se rassemblent et des colonnes sont formées pour plus d'efficacité. Les unités de Légion étrangère sont pleinement impliquées.
C'est à cette époque, vers les années 1911 – 1914 que se distingue la compagnie montée du capitaine Paul-Frédéric Rollet.

### Maroc de 1914 à 1918
Lyautey est contraint de se séparer d'un grand nombre de troupes qui partent défendre la Patrie en Europe. Les dissidents en profitent pour augmenter leurs actions et la lutte est dure pour ceux qui sont restés au Maroc.
Les 3e et 6e bataillons sont regroupés pour former le 1er Régiment de marche du 2e Régiment étranger. La compagnie montée est stationnée, quant à elle à Oued Amelil. En 1916, un bataillon mixte est créé à Bou-Denib avec deux compagnies de 2e Etranger et deux compagnies des bataillons d'Afrique.
Ces unités sont de tous les combats dans la région : engagement contre les rebelles, escortes de convois, etc. Si bien qu'en 1918, la guerre est gagnée sur le front européen et la France tient toujours le Maroc.

### Les années 1920
La fin de la guerre, avec les pertes subies et la libération des EVDG (engagés volontaires pour la durée de la guerre) mais aussi le nouvel afflux de candidats provenant de toute l'Europe, provoque une forte restructuration.
Le RMLE devient le 3e régiment étranger d’infanterie alors que le 4e Régiment étranger d'infanterie est créé en 1921 avec les bataillons des régiments restés au Maroc. La même année, le 2e Régiment étranger d'infanterie est recréé ; les premiers escadrons de cavaliers y voient le jour, grâce à l'arrivée massive de réfugiés russes.
Le régiment s'installe alors au Maroc, à Meknès. Il comprend trois bataillons de huit cents hommes chacun. Le régiment est alors renforcé par des unités spécialisées : compagnie de sapeurs pionniers, batterie d'artillerie, compagnie d'engins et de transmissions. Une compagnie montée est re-créée, afin de remplacer l'ancienne, cédée au 3e REI.
De 1924 à 1926, les troupes françaises luttent d'arrache-pied contre les troupes, nombreuses et motivées d'Abd-el-Krim. Ensuite, viennent les derniers combats du Rif, combats qui sont souvent livrés à plus de 2 000 m d'altitude. Le dernier engagement du régiment au Maroc a lieu au djebel Saho.
En 1934, les combats au Maroc sont terminés et la pacification achevée. Le 2e Étranger connaît la paix et la vie de garnison pour la première fois depuis sa création. Les opérations cèdent le pas aux travaux de temps de paix. Le régiment construit des routes et le pays est bientôt sillonné de voies aux bornes marquées d'un 2.

## LaSeconde Guerre mondiale
Le régiment paye son écot à la guerre et contribue à la formation des 11e et 12e REI, de la 13e DBLE et des régiments de volontaires étrangers (RMVE).
Il fusionne en 1940 avec le 4e régiment étranger et s'implante à Marrakech. Mais, faute de recrutement, ses effectifs sont absorbés par les autres unités, engagées en Tunisie, et par le Régiment de marche de la Légion étrangère. Le 1er avril 1943, le 2e REI est dissous.

## Indochine (1946–1954)

### Le Sud-Annam
Le 1er août 1945, pour faire suite aux réorganisations de la fin de la guerre, et afin de partir soutenir les troupes françaises diminuée en Indochine, le Régiment de marche de la Légion étrangère d'Extrême-Orient (RMLE/EO) est créé. Le drapeau du 2e Étranger lui est confié et il reprend son nom le 1er janvier 1946.
Le régiment arrive au Sud-Annam en février 1946 pour tenter de pacifier ce territoire face à un nouvel ennemi : le Viêt-Minh. En quelques semaines, le régiment vient à bout du dispositif militaire ennemi dans la région et les accords de Fontainebleau permettent un peu de répit.
Mais en décembre 1946, le régiment est de nouveau sollicité par l'attaque du Viêt-Minh qui s'est réorganisé.
C'est à cette époque qu'est créé le train blindé de la Légion étrangère.

### Le Tonkin
Pendant ce temps, le 1er bataillon du régiment était engagé au Tonkin. Mais malgré de belles actions et une citation à l'Ordre de l'Armée, il rentre en Algérie en 1948, faute d'effectifs. Recréé le 1er décembre de la même année, ce bataillon rejoint le gros du 2e Étranger en Indochine. En 1950, un 4e bataillon est même créé, à partir de renforts venus d'Afrique du Nord et d'autochtones.
Le régiment reçoit la mission de fortifier la frontière et d'y construire des blockhaus. Les opérations qui suivent vont s'étaler sur les années 1952 – 1953 et verront les bataillons se couvrir de gloire dans une lutte sans merci.

### Bataille de Điện Biên Phủ
Le 1er bataillon du 2e Étranger est aérotransporté sur le camp retranché de Điện Biên Phủ en janvier 1954. Il tient le centre de résistance Huguette, composé de 8 points d'appuis.
Huguette est principalement défendu par les 630 hommes du chef de bataillon Clémençon. Les reconnaissances à l'extérieur du camp vont être de plus en plus difficiles, l'étau ennemi se resserre. La première attaque générale est lancée le 13 mars. La chute du camp retranché marquera la disparition du bataillon et le début de l'internement pour les survivants, prisonniers des Viêt-Minh.
En janvier 1955, le 2e REI quitte définitivement l'Indochine.

## Retour en Afrique du Nord
En 1955, le régiment reprend garnison en Tunisie. Rapidement, la situation se dégrade en Tunisie et les combats reprennent. Puis le régiment se rend au Maroc.
En 1956, le régiment s'installe en Algérie, dans la région de Bône et de Djidjelli. C'est à cette occasion, que le régiment devient le premier des régiments de Légion à être mécanisé. Équipé de jeeps, de Dodge 6x6 et d'automitrailleuses, l'unité doit apprendre un nouveau type de combat, alliant mobilité, vitesse et puissance de feu.
La restructuration entraîne la disparition des bataillons au profit des compagnies regroupées en Groupes de compagnies portées (GCP). À ce moment débute l'action du régiment en tant qu'unité portée. Les combats, le long de la frontière algéro-tunisienne feront rage pendant 5 ans. Le régiment y gagnera 2 567 Croix de la Valeur militaire à titre individuel mais y perdra près de 300 des siens, tous grades confondus.

## Le régiment du Sahara (1962-1967)
Après le cessez-le-feu, en 1962, le 2e REI est envoyé dans la région de Colomb-Béchar. Sa mission principale est de surveiller les sites du Centre interarmées d'essais d'engins spéciaux (CIEES) ; ces sites sont vitaux pour la politique de défense de la France et verront les premiers essais nucléaires et le lancement des premiers satellites.
En 1967, l'ordre d'évacuer le site est donné et le régiment est la dernière unité à quitter le Sud pour la base française de Mers-el-Kébir. Mais la base ferme et le régiment est de nouveau dissous le 31 janvier 1968, lorsqu'il quitte la terre d'Afrique qui l'a vu naître.

## La Corse et le groupement de la Légion

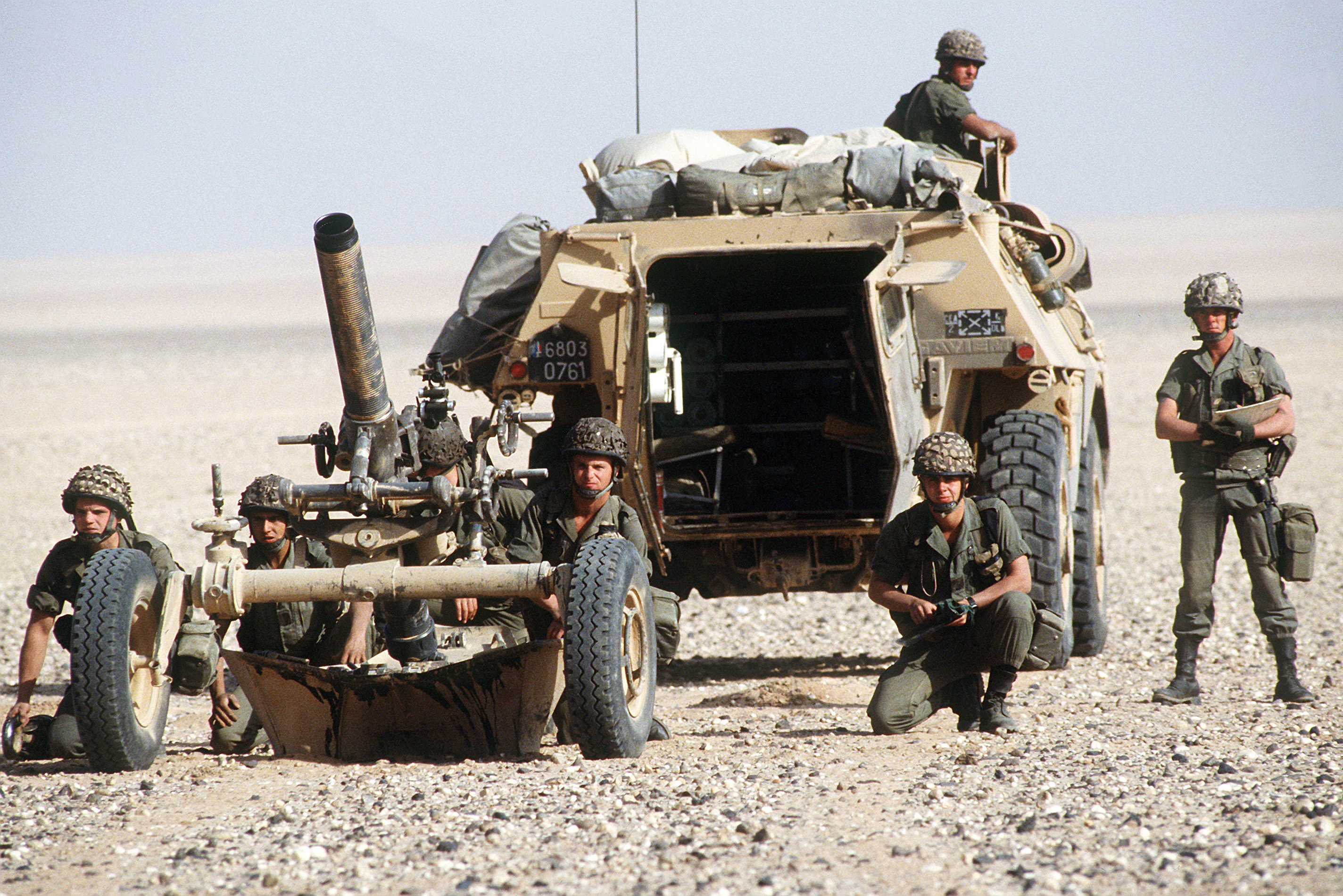
Mortier de 120 mm de la compagnie d'éclairage et d'appui du 2e REI durant l'opération Daguet en 1991.

Les éléments du 1er Étranger installés en Corse sont regroupés au sein du Groupement de la Légion en 1972 et redonnent ainsi vie au 2e Étranger. Celui-ci regroupe alors (à compter du 1er septembre 1972), le Groupement d'instruction de la Légion étrangère (GILE) et le Groupement opérationnel de la Légion étrangère (GOLE). En 1977, le GILE est rattaché au 1er RE et le 2e RE conserve toute la partie opérationnelle.
C'est le temps de l'entraînement, des compagnies tournantes, et de l'engagement opérationnel. En 1977, le GOLE est dissous et le régiment réorganisé.
En 1980, le régiment reçoit de nouveaux matériels (les VAB), et reprend l'appellation de 2e REI, il est rattaché à la 31e brigade en activité jusqu'en 1984. En 1983, alors que le régiment est engagé au Liban, ses hommes apprennent, pendant leur séjour, qu'ils ne reverront pas la Corse et que le retour se fera directement dans leur nouvelle garnison, à Nîmes.

## Tchad (1978-1979)
Intervenant au Tchad à la demande d'Hissène Habré, dans le cadre de l'opération Tacaud, la France s'engage contre les troupes de Goukouni Oueddei qui sont soutenues par la Libye. Le 2eREI intervient, en 1978, au plus fort de l'opération Tacaud, aux côtés du REC et du 2e REP. Entre juin 1978 et août 1979, les unités du 2eREI se relaient sur le sol tchadien. La section mortiers lourds nouvellement créée arrive dès juillet 1978 et sert des mortiers russes de 122mm.
Arrivée sur le territoire en octobre 1978, la 7 compagnie accroche un rezzou rebelle près de Geria. Le caporal Fischer est tué et la compagnie compte 3 blessés. Puis, la 5 compagnie relève la "7". Le 14 mars est signé un cessez-le-feu.
En août 1979, le repli des troupes françaises est ordonné et l'ensemble des éléments du 2e REI rejoint Bonifacio.

## Liban (1983)
Dans le cadre de la FMSB (Force Multinationale de Sécurité de Beyrouth), la 31e brigade arrive à Beyrouthen mai 1983, lors de la troisième relève appelée : « Opération Diodon III ». Elle est chargée de participer aux opérations de contrôle menées par l'armée libanaise à Beyrouth ouest. Aux côtés du REC, le 2eREI compte plus de 600 hommes, répartis au sein d'une compagnie de commandement et de services, de 2e compagnies de combat, d'une compagnie d'instruction au profit des soldats libanais et de la compagnie d'éclairage et d'appui.
Au milieu des combats opposant les différentes factions, les unités remplissent leurs missions, maintenant un contact étroit avec les populations et l'armée libanaise, contribuant ainsi à favoriser le maintien de la paix et permettant un relatif retour au calme.
Les légionnaires du 2eREI effectuent pour la première fois des patrouilles avec leurs premiers véhicules de l'avant blindé (VAB).
A la fin de l'année 1982, le terrorisme se manifeste à nouveau brutalement. Le 6 août, l'attaque de l'ambassade de France au RPG 7 marque le début de l'escalade. La FMSB devient une cible et les postes français sont frappés.
L'implication du Hezbollah déchaîne les actions contre les positions françaises. Vers la fin du mandat, les 25, 30 et 31 août et le 7 septembre 1983, le 2eREI subit de lourdes pertes lors d'attaques aux mortiers.

## Tchad (1986)
Depuis février 1986, à la demande du gouvernement tchadien, à la suite de la guerre avec la Libye, un dispositif militaire français appelé « Épervier » est en place. Du nord du Tchad en passant par Abèche, le stationnement des troupes françaises évolue et la plus grande partie des éléments français se trouve aujourd'hui à N'Djamena. C'est à ce titre que les compagnies du 2e REI séjournent au Tchad dans le cadre de l'opération Epervier.

## Guerre du Golfe (1990-1991)
Le régiment est engagé avec la division Daguet dans le cadre de la guerre du Golfe puis de l'opération Tempête du désert.

## Rwanda (1994)
L'opération Turquoise est une opération militaire organisée par la France au Rwanda à la fin du génocide au Rwanda. Elle est dirigée par le général français Jean-Claude La Fourcade. C'est une opération de l'ONU décidée, elle doit être "une opération temporaire, placée sous commandement et contrôle nationaux, visant à contribuer, de manière impartiale, à la sécurité et à la protection des personnes déplacées, des réfugiés et des civils en danger au Rwanda."
Le lancement le 22 juin 1994. Cette opération fut conduite à partir du Zaïre. L'ordre de mission de Turquoise du 22 juin 1994 stipule que l'armée française doit pénétrer au Rwanda à partir de Gisenyi, au nord-ouest du Rwanda, et par Cyangugu au sud-ouest du Rwanda. L'objectif affirmé est de protéger, dans une « zone humanitaire sûre », les « populations menacées » aussi bien par le génocide que par le conflit militaire entre le FPR et le gouvernement intérimaire rwandais.
En 1994, Paris et Bruxelles lancent l'opération Amaryllis pour évacuer leurs ressortissants. Puis, le Conseil de Sécurité vote une résolution autorisant la France à «assurer de manière impartiale la sécurité et la protection des populations menacées du Rwanda».
La force multinationale Turquoise regroupe 3060 hommes. La Légion se met en place au sud. Le 28 juin 1994, acheminée depuis Nîmes, la 1e compagnie du 2eREI est la première à pied d'œuvre. Elle prend en compte le camp de Nyarushishi. La 3e compagnie, en mission en RCA, rejoint le dispositif quelques jours plus tard. Les premières récupérations d'armement ont lieu à Cyangugu, où, dès le 24 juillet, 100 AK47 et 13 RPG7 accompagnés de leurs munitions, sont saisis.
Simultanément, s'engagent des opérations de sécurisation de la population et notamment d'interception des bandes de pillards armés.
Parallèlement aux interventions armées, l'aspect humanitaire devient une tâche prioritaire devant l'ampleur de la famine et des maladies associées. Le 21 août 1994, l'opération Turquoise s'achève, le groupement est relevé par les contingents africains de la MINUAR 2. La 3e compagnie regagne Bouar en RCA, tandis que la 1e compagnie regagne Nîmes.
Le lieutenant-colonel Guillaume Ancel témoigne de cet épisode au sein du 2eREI dans un roman : Vents sombres sur le lac Kivu et sur son blog Ne pas subir [archive]

## Bosnie (1995)
En juin 1995, les 15 ministres de la Défense de l'Otan et de l'Union européenne décidaient de créer une force de réaction rapide qui serait constituée de 4000 hommes, essentiellement issus des troupes françaises et britanniques.
L'objectif de cette FRR est clair pour le ministre de la Défense de l'époque, Charles Millon : à l'appui des casques bleus de l'ONU, leur mission est d'améliorer la capacité des forces UN, diminuer leur vulnérabilité, notamment dans la gestion des sites d'armes lourdes, maintenir la présence de la FORPRONU dans les enclaves musulmanes et assurer sa liberté de mouvement vers les zones de sécurité, les ravitailler et rouvrir l'accès à Sarajevo.
Composée concrètement d'une brigade aéromobile britannique et d'une brigade multinationale comportant des français et des anglais aux ordres du général Soubirou, cette force débarque à Split fin juin et rejoint immédiatement sa zone de déploiement sur le plateau de Trebisevo.
Le bataillon français est hétéroclite : la CCS, la CEA, les 1e, 2e et 4e compagnies du 2eREI, le bataillon comporte aussi la 2e compagnie du 6e REG, le 2e escadron du 1e REC ainsi qu'une cinquantaine de spécialistes venants parfois du régime général.
Durant la guerre de Bosnie, on estime à 100 000 le nombre de morts et 2,4 millions les déplacés. L'action française aura été déterminante, à la fois pour l'initiative de la création de la FRR mais aussi pour son comportement sur le terrain.

## Les Balkans
En 2001, le 2e REI est désigné pour participer à l'opération « Essential Harvest » en Macédoine afin de désarmer les forces de l'Armée de libération nationale (UÇK-M). Le bataillon, sous commandement du chef de corps se compose alors de trois compagnie du 2e REI, d'une compagnie espagnole et de deux compagnies allemandes. 30 jours après son arrivée en Macédoine, sa mission remplie, le bataillon se déploie au Kosovo pour renforcer le dispositif de la KFOR de l'OTAN en vue des élections législatives.

## Macédoine (2001)
En Ex-Yougoslavie, au terme d'un mois et demi d'alerte, le 22 août 2001, le 2e REI est appelé à former le BATINF II destiné à opérer en Macédoine au sein de la Task Force Harvest (TFH) dans le cadre de l'opération Tapanar. Le bataillon à dominante Légion, est composé notamment de la CCL, des 1e et 3e compagnies et de la CEA du régiment. 
Le bataillon prend ses quartiers à 5 kilomètres de Skopje. La 1e compagnie reçoit comme première mission de sécuriser la zone de la collecte qui marque le début du désarmement "volontaire" des albanophones macédoniens. Le 27 août, elle est héliportée au Nord-Est dans un secteur tenu par l'UCK. La mission permet de récupérer 420 armes diverses.
En septembre, les unités sont engagées dans diverses missions d'escorte de convoi jusqu'à la frontière du Kosovo. Quelques jours plus tard, l'opération Tapanar permet la récolte de 314 armes, 125 mines, ainsi que 15 570 cartouches de tous calibres.

## Kosovo
La France intervient au Kosovo où s'affrontent Albanais et Serbes, dans le cadre de l'opération Trident. Le secteur qui lui est confié se trouve au nord du pays, et le PC est installé à Mitrovica. Baptisé officiellement "bataillon français de renfort", le BATINF de Macédoine est renforcé par la 2e compagnie et s'installe au camp de Novocello.
Les unités assurent la protection des infrastructures, des reconnaissances d'itinéraires et la protection de convois. Le bataillon constitue la réserve opérationnelle de la KFOR et la renforce ponctuellement. La 2e compagnie est chargée de la protection de la voie ferrée reliant la Macédoine au Kosovo et le reste du bataillon assure de nombreuses missions de recherches d'armement.
Le 30 novembre 2001, le séjour au Kosovo du bataillon français s'achève. Moins d'un an plus tard, le BIMOTO, formé par la 2e et la 5e compagnie, retrouve le théâtre d'opérations. La 4e compagnie a pour mission de contrôler les mouvements sur le pont de Mitrovica, "zone tampon" entre les deux communautés. La 5e compagnie, au nord, assure un contrôle de zone face aux actes isolés de snipers et de poseurs de mines.

## Côte d'Ivoire (2003)
La Côte d'Ivoire commence à sombrer dans une crise sociopolitique au décès d'Houphouët-Boigny en 1994. La crise dégénère en 2002. Le 15 janvier, les négociations de Linas-Marcoussis échouent et les partisans du président Gbagbo attaquent les bâtiments français, semant la terreur et entraînant le regroupement de milliers de ressortissants vers l'aéroport d'ABIDJAN.
Dans le cadre de l'opération Licorne, le 2e REI arrive début mars. Il tient un front de 200 km entre Daloa à l'est et Guiglo à l'ouest. Le 4 avril, les sections de la 4e compagnie, en poste au nord du village de Diboli, repoussent plusieurs attaques de rebelles.
A la fin du mois de mai, le 2e REI prolonge la ligne de cessez-le-feu jusqu'à la frontière du Liberia et entreprend de sécuriser l'ouest ivoirien. Les 22 et 23 mai, l'opération Promontary, engage 6 unités sur 2 axes et permet d'atteindre la dernière position gouvernementale avant la zone rebelle. Les Forces Armées Nationales de Côte d'Ivoire (FANCI) se retirent 20 kilomètres plus au sud, tandis que les rebelles des "Forces Nouvelles" effectuent le même bond en direction du nord. Ainsi est établie une zone démilitarisée dite de "confiance".
En 2004, les 1e et 3e compagnies du 2e REI ont été de nouveau projetées en RCI dans le cadre de l'opération Licorne. Ainsi que l'Etat-major, la CCL, la 2e, la 3e compagnie et la 5e compagnie au sein du GTIA de la 9e BIMa, et l'Etat-major, CCLI et la 3e compagnie en 2011.

## Afghanistan (2005)
Le 20 décembre 2001, le Conseil de sécurité des Nations-Unies autorise le déploiement d'une Force Internationale d'Assistance à la Sécurité (FIAS, ISAF en anglais), chargée d'assister le gouvernement intérimaire afghan, en participant au maintien de la sécurité à Kaboul et dans ses environs immédiats.
Le 2 février 2005, le contingent français, a entamé son dixième mandat au sein de la FIAS. La composante française de la FIAS, a pour mission d'aider le gouvernement de la République d'Afghanistan à maintenir la sécurité. Son secteur de responsabilité comprend les Police district (PD) 11, 15 et 17 au nord-est de Kaboul et dans la partie nord de la capitale, notamment autour de l'axe stratégique Kaboul-Bagram dans la plaine de la Shamali. En 2009, les 2e, 3e et 4e compagnies ont été de nouveau projetées

## Mali (2013)
En mai 2013, le régiment est projeté au Mali dans le cadre de l'opération Serval 2. L'EMT armé par le régiment, la 2e et la 4e compagnie se déploient à GAO pendant que la 1e compagnie se trouve à KIDAL. Tout au long du mandat, le régiment conduit plusieurs opérations, au nord du Mali, dans les zones sanctuaires des djihadistes.

## République Centrafricaine (2014)
Le 4 juillet 2014, le chef de corps et la 4e compagnie sont projetés en République Centrafricaine dans le cadre de l'opération Sangaris.

## Les Balkans
En 2001, le 2e REI est désigné pour participer à l'« opération Essential Harvest » en Macédoine afin de désarmer les forces de l'Armée de libération nationale (UÇK-M). Le bataillon, sous commandement du chef de corps se compose alors de trois compagnie du 2e REI, d'une compagnie espagnole et de deux compagnies allemandes. 30 jours après son arrivée en Macédoine, sa mission remplie, le bataillon se déploie au Kosovo pour renforce le dispositif de la KFOR de l'OTAN en vue des élections législatives.

## Guerre contre le terrorisme
Au début 2020, quatre compagnies du régiment sont envoyées au Sahel. Elles forment le GTD (groupement tactique désert) Drago qui, au côté des GTD Altor (2e REP) et Centurion (1er REC) participe à l'opération Barkhane.

## Opérations intérieures
Au printemps 2020, une unité du régiment est déployée pour participer à l'Opération Résilience à Nice et Marseille.